# 布拉霍達特內 (克拉斯諾庫茨克市鎮)
49°57′22″N 35°11′2″E / 49.95611°N 35.18389°E
布拉霍達特內（羅馬化：Blahodatne）是位於烏克蘭東部的村莊，由哈爾科夫州博霍杜希夫區的克拉斯諾庫茨克市鎮負責管轄。該村始建於1907年，面積0.3平方公里，2001年人口18，人口密度每平方公里59.2人。